# آرتور بیچیل
آرتور بیچیل (انگلیسی: Arthur Beachill؛ ۲۱ مه ۱۹۰۵ – ۱۲ آوریل ۱۹۴۳ (aged 37)) بازیکن فوتبال اهل بریتانیا بود.
از باشگاه‌هایی که در آن بازی کرده‌است می‌توان به باشگاه فوتبال استوک سیتی و باشگاه فوتبال میلوال اشاره کرد.